# Trichorhina simoni
Trichorhina simoni là một loài chân đều trong họ Platyarthridae. Loài này được Dollfus miêu tả khoa học năm 1893.